# Neum (municipio)
Neum es un municipio y localidad de Bosnia y Herzegovina. Se encuentra en el cantón de Herzegovina-Neretva, dentro del territorio de la Federación de Bosnia y Herzegovina. La capital del municipio de Neum es la localidad homónima.
Supone la única salida al mar de todo el país. Esta franja costera separa al territorio croata en dos partes.

## Localidades
El municipio de Neum se encuentra subdividida en las siguientes localidades:
- Babin Do.
- Borut.
- Brestica.
- Broćanac.
- Brštanica.
- Cerovica.
- Cerovo.
- Crnoglav.
- Dobri Do.
- Dobrovo.
- Donji Drijen.
- Donji Zelenikovac.
- Dubravica.
- Duži.
- Glumina.
- Gornje Hrasno.
- Gradac.
- Hotanj Hutovski.
- Hutovo.
- Kiševo.
- Mošević.
- Neum.
- Prapratnica.
- Previš.
- Rabrani.
- Vinine.
- Žukovica.

## Demografía
En el año 2009 la población del municipio de Neum era de 4 605 habitantes. La superficie del municipio es de 225 kilómetros cuadrados, con lo que la densidad de población era de 20 habitantes por kilómetro cuadrado.